# Engelhardia
Engelhardia és un gènere d'arbres de la família juglandàcia, conté 7 espècies. Actualment són plantes natives del sud-est d'Àsia però fins al Plistocè mitjà també ocupaven el nord-oest de la regió mediterrània incloent els Països Catalans i també en altres llocs d'Europa incloent Dinamarca. De vegades el nom del gènere s'escriu erròniament com "Engelhardtia".

## Taxonomia
- E. apoensis Elmer ex Nagel, nativa de la península Malaia, Borneo, Filipines
- E. cathayensis Dode
- E. hainanensis Chen, nativa de la Xina
- E. nudiflora Hook. f.
- E. rigida Blume, nativa de Java, Borneo, Nova Guinea, Filipines
- E. roxburghiana Wall.
- E. serrata Blume, 
  - E. serrata var. cambodica W. E. Manning
- E. spicata Lesch ex Blume, 
  - E. spicata var. integra (Kurz) W.E. Manning ex Steen., Fl. Males. I, 6: 953 (1972); Grierson & Long, Notes Roy. Bot. Gard. Edinburgh 40: 133. (1982), sisonym; syn. var. colebrookiana (Lindl.) Koorders & Valeton
- E. ursina